# Mistrzostwa Stanów Zjednoczonych w Skokach Narciarskich 2022
Mistrzostwa Stanów Zjednoczonych w Skokach Narciarskich 2022 – zawody o mistrzostwo Stanów Zjednoczonych w skokach narciarskich, rozegrane w dniach 30 września – 1 października 2022 na kompleksie skoczni w Lake Placid. 

## Kobiety

### Skocznia normalna HS-100 (30.09.2022)
| Msc. | Zawodniczka       | I seria | II seria | Punkty |
| ---- | ----------------- | ------- | -------- | ------ |
| 1.   | Annika Belshaw    | 93,5 m  | 90,0 m   | 235,7  |
| 2.   | Paige Jones       | 91,0 m  | 88,5 m   | 223,9  |
| 3.   | Samantha Macuga   | 88,0 m  | 86,5 m   | 209,5  |
| 4.   | Annika Malacinski | 87,5 m  | 84,0 m   | 207,9  |
| 5.   | Sandra Sproch     | 89,0 m  | 83,5 m   | 207,0  |
| 6.   | Anna Hoffmann     | 88,5 m  | 89,5 m   | 205,4  |
| 7.   | Adeline Swanson   | 87,0 m  | 84,5 m   | 203,7  |
| 8.   | Josie Johnson     | 87,0 m  | 86,0 m   | 202,8  |
| 9.   | Cara Larson       | 82,5 m  | 82,0 m   | 184,2  |
| 10.  | Alexa Brabec      | 77,5 m  | 76,0 m   | 167,1  |
| 11.  | Kai McKinnon      | 75,0 m  | 77,5 m   | 163,2  |
| 12.  | Estella Hassrick  | 73,0 m  | 75,0 m   | 150,4  |
| 13.  | Anna Zigman       | 66,0 m  | 64,5 m   | 104,2  |

### Skocznia duża HS-128 (1.10.2022)
| Msc. | Zawodniczka       | I seria | II seria | Punkty |
| ---- | ----------------- | ------- | -------- | ------ |
| 1.   | Annika Belshaw    | 106,0 m | 105,0 m  | 176,8  |
| 2.   | Paige Jones       | 111,0 m | 104,0 m  | 172,6  |
| 3.   | Anna Hoffmann     | 100,0 m | 92,0 m   | 129,3  |
| 4.   | Samantha Macuga   | 90,5 m  | 96,0 m   | 127,2  |
| 5.   | Annika Malacinski | 89,0 m  | 85,0 m   | 98,7   |
| 6.   | Josie Johnson     | 92,0 m  | 82,0 m   | 97,6   |
| 7.   | Cara Larson       | 88,0 m  | 78,0 m   | 83,0   |
| 8.   | Adeline Swanson   | 82,0 m  | 80,0 m   | 69,5   |
| 9.   | Kai McKinnon      | 76,0 m  | 78,0 m   | 60,4   |
| 10.  | Alexa Brabec      | 78,5 m  | 74,5 m   | 58,5   |
| 11.  | Estella Hassrick  | 76,5 m  | 75,5 m   | 48,6   |
| 12.  | Sandra Sproch     | 89,0 m  | DNS      | 19,3   |
| 13.  | Anna Zigman       | 62,5 m  | 65,5 m   | 7,7    |

## Mężczyźni

### Skocznia normalna HS-100 (30.09.2022)
| Msc. | Zawodnik          | I seria | II seria | Punkty |
| ---- | ----------------- | ------- | -------- | ------ |
| 1.   | Casey Larson      | 101,0 m | 99,0 m   | 281,1  |
| 2.   | Erik Belshaw      | 98,5 m  | 94,0 m   | 266,6  |
| 3.   | Andrew Urlaub     | 95,5 m  | 92,5 m   | 253,7  |
| 4.   | Ben Loomis        | 92,0 m  | 88,0 m   | 236,3  |
| 5.   | Jasper Good       | 91,5 m  | 87,0 m   | 231,9  |
| 6.   | Jared Shumate     | 90,0 m  | 86,5 m   | 226,8  |
| 7.   | Grant Andrews     | 86,0 m  | 85,5 m   | 217,4  |
| 8.   | Niklas Malacinski | 86,0 m  | 84,0 m   | 208,5  |
| 9.   | Evan Nichols      | 85,0 m  | 80,5 m   | 207,4  |
| 10.  | Stephen Schumann  | 81,5 m  | 78,5 m   | 192,3  |
| 11.  | Maxim Glyvka      | 78,0 m  | 79,0 m   | 187,1  |
| 12.  | Caleb Zuckerman   | 80,0 m  | 77,5 m   | 183,5  |
| 13.  | Hunter Gibson     | 73,0 m  | 71,5 m   | 160,3  |
| 14.  | Aidan Ripp        | 70,0 m  | 72,0 m   | 153,3  |
| 15.  | Henry Johnstone   | 72,0 m  | 70,0 m   | 152,8  |
| 16.  | Stewart Gundry    | 71,5 m  | 71,0 m   | 148,4  |
| 17.  | Skyler Amy        | 64,0 m  | 65,0 m   | 126,4  |
| 18.  | Isak Nichols      | 64,5 m  | 64,0 m   | 121,8  |
| 19.  | Angelo Goodwin    | 64,0 m  | 62,5 m   | 116,6  |
| 20.  | Nathan Krotz      | 63,5 m  | 65,0 m   | 114,8  |
| 21.  | Schuyler Clapp    | 61,0 m  | 59,0 m   | 98,8   |
| 22.  | Elias Oswald      | 60,0 m  | 58,0 m   | 92,0   |
| 23.  | Jack Kroll        | 58,0 m  | 59,5 m   | 88,0   |
| 24.  | Isaac Larson      | 52,0 m  | 56,0 m   | 69,7   |
| 25.  | Mitchell Penning  | DSQ     | 67,0 m   | 61,9   |
| —    | Decker Dean       | DNS     | DNS      | DNS    |
| —    | Erik Lynch        | DNS     | DNS      | DNS    |

### Skocznia duża HS-128 (1.10.2022)
| Msc. | Zawodnik          | I seria | II seria | Punkty |
| ---- | ----------------- | ------- | -------- | ------ |
| 1.   | Casey Larson      | 126,0 m | 123,0 m  | 257,2  |
| 2.   | Andrew Urlaub     | 119,0 m | 116,0 m  | 230,7  |
| 3.   | Erik Belshaw      | 118,0 m | 117,0 m  | 230,0  |
| 4.   | Jared Shumate     | 106,0 m | 111,5 m  | 182,6  |
| 5.   | Jasper Good       | 107,0 m | 105,0 m  | 175,2  |
| 6.   | Niklas Malacinski | 103,5 m | 108,0 m  | 169,7  |
| 7.   | Grant Andrews     | 94,0 m  | 110,5 m  | 156,5  |
| 8.   | Evan Nichols      | 99,0 m  | 100,0 m  | 149,4  |
| 9.   | Caleb Zuckerman   | 100,0 m | 89,5 m   | 136,4  |
| 10.  | Maxim Glyvka      | 94,0 m  | 96,0 m   | 130,0  |
| 11.  | Stephen Schumann  | 92,5 m  | 94,0 m   | 123,5  |
| 12.  | Henry Johnstone   | 89,5 m  | 88,0 m   | 100,3  |
| 13.  | Stewart Gundry    | 86,0 m  | 93,5 m   | 94,7   |
| 14.  | Isak Nichols      | 79,5 m  | 91,5 m   | 88,0   |
| 15.  | Hunter Gibson     | 84,5 m  | 82,0 m   | 86,1   |
| 16.  | Aidan Ripp        | 81,0 m  | 83,5 m   | 76,4   |
| 17.  | Mitchell Penning  | 77,5 m  | 69,5 m   | 39,3   |
| 18.  | Nathan Krotz      | 73,0 m  | 72,0 m   | 32,6   |
| 19.  | Skyler Amy        | 72,0 m  | 69,0 m   | 27,8   |
| 20.  | Schuyler Clapp    | 66,0 m  | 68,0 m   | 25,6   |
| 21.  | Jack Kroll        | 69,5 m  | 66,5 m   | 21,8   |
| 22.  | Angelo Goodwin    | 66,0 m  | 63,5 m   | 12,7   |
| 23.  | Elias Oswald      | 66,0 m  | 65,5 m   | 11,4   |
| —    | Decker Dean       | DNS     | DNS      | DNS    |
| —    | Ben Loomis        | DNS     | DNS      | DNS    |
| —    | Erik Lynch        | DNS     | DNS      | DNS    |